# Eugène Chéreau
Pour les articles homonymes, voir Chéreau.
Eugène Chéreau (11 février 1866 à Angers, 4 février 1949 à Nantes) est un coureur cycliste français, champion de France de vitesse en 1888.

## Biographie
Il s'installe à Nantes en 1890.

## Palmarès sur piste

### Championnats de France
- : Champion de France de vitesse : 1888

### Grand Prix
- Grand Prix d'Angers : 1894[1]